# Miguel Abuelo
Miguel Ángel Peralta (Buenos Aires, 21 de marzo de 1946-Munro, 26 de marzo de 1988), más conocido como Miguel Abuelo, fue un músico, poeta y cantante argentino. Fue el líder de Los Abuelos de la Nada y autor de canciones como «Himno de mi corazón» y «Cosas mías». Formó parte de la primera oleada de músicos del movimiento de rock argentino.

## Biografía

### Comienzos
Miguel Ángel Peralta nació el 21 de marzo de 1946 en la maternidad del Hospital Tornú de la ciudad de Buenos Aires, hijo de Virginia Peralta, mujer llegada a Buenos Aires del interior del país, madre soltera y pobre. Nunca conoció a su padre. El pequeño Miguel pasó su primera infancia viviendo en un orfanato hasta los 5 años, cuando finalmente el director del establecimiento lo acogió en su propia casa.
En 1966 conoce al escritor y periodista Pipo Lernoud, a Mauricio Moris Birabent y a Pajarito Zaguri en la Pensión Norte, donde ensayaban Los Beatniks, una de las bandas fundacionales del rock argentino. Testimonian que Miguel vivía cantando bagualas y escribiendo poemas. Se une a la gente de La Cueva, un bar-teatro de la calle Pueyrredón de Buenos Aires, en los largos «divagues» nocturnos que dieron origen al rock argentino, con Litto Nebbia (Los Gatos), Javier Martínez (Manal), «Moris», Pajarito Zaguri, Pipo Lernoud, Tanguito y otros, intercambiando poemas e ideas musicales. Pasa un tiempo viviendo en esa pensión, compartiendo el cuarto con Lernoud, con quien luego se muda a la casa de su madre llamada Mabel Lernoud.

### Inicios con Los Abuelos de la Nada
En 1967 Miguel formó el supergrupo llamado Los Abuelos de la Nada, inspirado en una frase del libro de Leopoldo Marechal titulado El banquete de Severo Arcángelo que decía: "Padre de los piojos, abuelo de la nada". Junto a Pipo Lernoud reclutó músicos para la primera formación en Plaza Francia, lugar donde la juventud hippie argentina solía congregarse a fines de los años 1960. 
La banda quedó conformada por Eduardo "Mayoneso" Fanacoa (teclados), Miguel "Micky" Lara (guitarra rítmica), Alberto "Abuelo" Lara (bajo) y Héctor "Pomo" Lorenzo (batería) y, ante la falta de una guitarra líder, Claudio Gabis, futuro guitarrista de Manal, colaboraría con la grabación del primer sencillo de Los Abuelos de la Nada: «Diana Divaga», publicado por CBS en 1968. El papel de la guitarra en la cara B del sencillo, «Tema en flu sobre el planeta» fue ocupado por Pappo, esta primera generación de Los Abuelos de la Nada estaría más ligada a la psicodelia de su época. 
Por otro lado, esta primera etapa de los Abuelos es corta: hacia 1969 Miguel se desentiende del supergrupo por diferencias con Pappo, cediéndole el liderazgo, que orienta el grupo hacia el blues. La agrupación hace un par de presentaciones y graba el blues llamado "La estación", que permaneció inédito. Tiempo después, el supergrupo decide disolverse.
En 1970 Miguel formó otra nueva banda llamada "El Huevo", aportando en voz y guitarra junto con Pomo Lorenzo en batería y Carlos Cutaia en teclados, pero dicha agrupación no dura ni trasciende. Miguel se siente frustrado y exhausto además por el tenso clima social que se vive bajo la Dictadura comenzada por Juan Carlos Onganía, por lo que decide viajar hasta Europa para escapar de dicho sistema político opresor. Antes dejó dos simples como solista editados para el sello Mandioca.

### Etapa europea
En Europa no llega a radicarse en ningún lugar permanentemente, y conoce a Krisha Bogdan en Ibiza, quién se convierte en su esposa y en la madre de su único hijo, Gato Azul Peralta, nacido en Londres el 8 de mayo de 1972. 
Errante en el Viejo Continente, pasa largas temporadas en Francia, en Barcelona, Madrid e Ibiza, pero siempre se encuentra en movimiento, de un lugar para otro sin sentar cabeza y ganándose la vida como buscavidas.
En Francia se contacta por medio del músico Edgardo Cantón con Moshé Naïm, productor y mecenas rico de la escena pop francesa, y Daniel Sbarra, guitarrista. Con la ayuda económica de Naïm, que había visto en Miguel Abuelo un talento especial, formó en 1973 la banda Miguel Abuelo & Nada junto con otros músicos exiliados argentinos y chilenos. Tuvieron algunas presentaciones y se pusieron a grabar un disco, pero el proyecto no duró y la banda se separó cuando todavía no había pasado un año de su formación. Igual llegaron a completar el álbum, Miguel Abuelo & Nada , el cual contenía un sonido oscuro y pesado, con una voz de Miguel Abuelo influenciada por Black Sabbath y unos punteos de guitarra de Sbarra influenciados por Led Zeppelin; fue de las primeras incursiones de músicos latinoamericanos en el heavy metal. No obstante, el álbum recién sería publicado en 1975 por el sello de Naïm, y solo para el mercado francés: recién se publicaría en Argentina en 1999 por el sello Condor's Cave. 
Instalado en Ibiza, se encuentra con muchos músicos argentinos de quienes se hace amigo, especialmente Miguel Cantilo, Kubero Díaz, Miguel Zavaleta y un joven Cachorro López. En el período 1979-1980 reside temporalmente entre Sitges y Barcelona donde contacta y ensaya con músicos argentinos amigos como Coqui Reca y Daniel Sbarra.

### Retorno a la Argentina y los nuevos Abuelos de la Nada

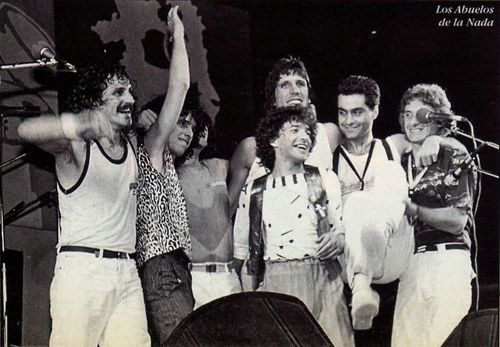
Los Abuelos de la Nada en 1983.

A fines de la década de 1970 se separa de Krisha Bogdan y tras un incidente por el cual es detenido en España momentáneamente (luego se aclaró que había sido un malentendido y Abuelo era inocente) decide entonces volver definitivamente a su país natal. Regresa a la Argentina a principios de 1981 con la ayuda de Cachorro López, con quién además planeaba reformar una nueva banda que cambiara la escena rock local en los 80s: Los Abuelos de la Nada. Ambos músicos ven la oportunidad de resurgir de la mano de Miguel como cantante y del propio Cachorro como bajista. Pronto reclutan a los demás integrantes y se suman Daniel Melingo en el clarinete y el saxofón, Polo Corbella en batería, Gustavo Bazterrica en guitarra y un joven llamado Andrés Calamaro en teclados (recomendado por Alejandro Lerner). El primer LP homónimo, editado en 1982, fue producido por Charly García, quien los apoya, consiguiéndoles shows y contactándolos con la agencia del mánager Daniel Grinbank.
A finales de ese mismo año, con el álbum debut obteniendo buena acogida y difusión radial con canciones como «Sin Gamulán» y «No te enamores nunca de aquel marinero bengalí», la banda se presentan en el multitudinario festival B.A. Rock '82, y para cerrar el año, son invitados a abrir el show de Charly García en el Estadio de Ferrocarril Oeste el 26 de diciembre de 1982 junto al grupo Suéter.

### Buen día, día
Al mismo tiempo que continuaba con los Abuelos, Miguel se hace un hueco para grabar y editar como Buen día, día, un disco solista que apareció en 1984 a través del sello Interdisc. El álbum fue grabado en los Estudios Panda de Buenos Aires, y entre los agradecimientos figuran sus compañeros en los Abuelos así como también Fito Páez, Miguel Cantilo, Piero De Benedictis y el hijo de Miguel llamado El Gato Azul, entre otros. Como particularidad, el álbum incluye una versión pop rock del tema llamada «La balsa», y composiciones propias que se convirtieron en clásicos, como la antigua «Mariposas de madera» y la reciente «Buen día, día».

### Consagración de Los Abuelos y crisis
Tras la edición de varios álbumes exitosos como Vasos y besos (1983) e Himno de mi corazón (1984), con canciones como «Mil horas», «Lunes por la madrugada» e «Himno de mi corazón», y habiendo alcanzado la banda gran popularidad en la escena pop rock argentina de la primera mitad de los 80, el Supergrupo comenzó sufrir bajas, como Melingo en 1983 y Bazterrica en 1985, sumándose a la agrupación llamado Juan del Barrio, Alfredo Desiata y el guitarrista "Gringui" Herrera (amigo de Andrés Calamaro). Los Abuelos en el Ópera, con éxitos nuevos como «Costumbres argentinas» y «Zig-Zag», sería el primer y único álbum en vivo de la banda en 1985. Tras esto, El Supergrupo se disuelve en diciembre.

### Nueva formación del grupo y el final del silbato en cruz de Miguel

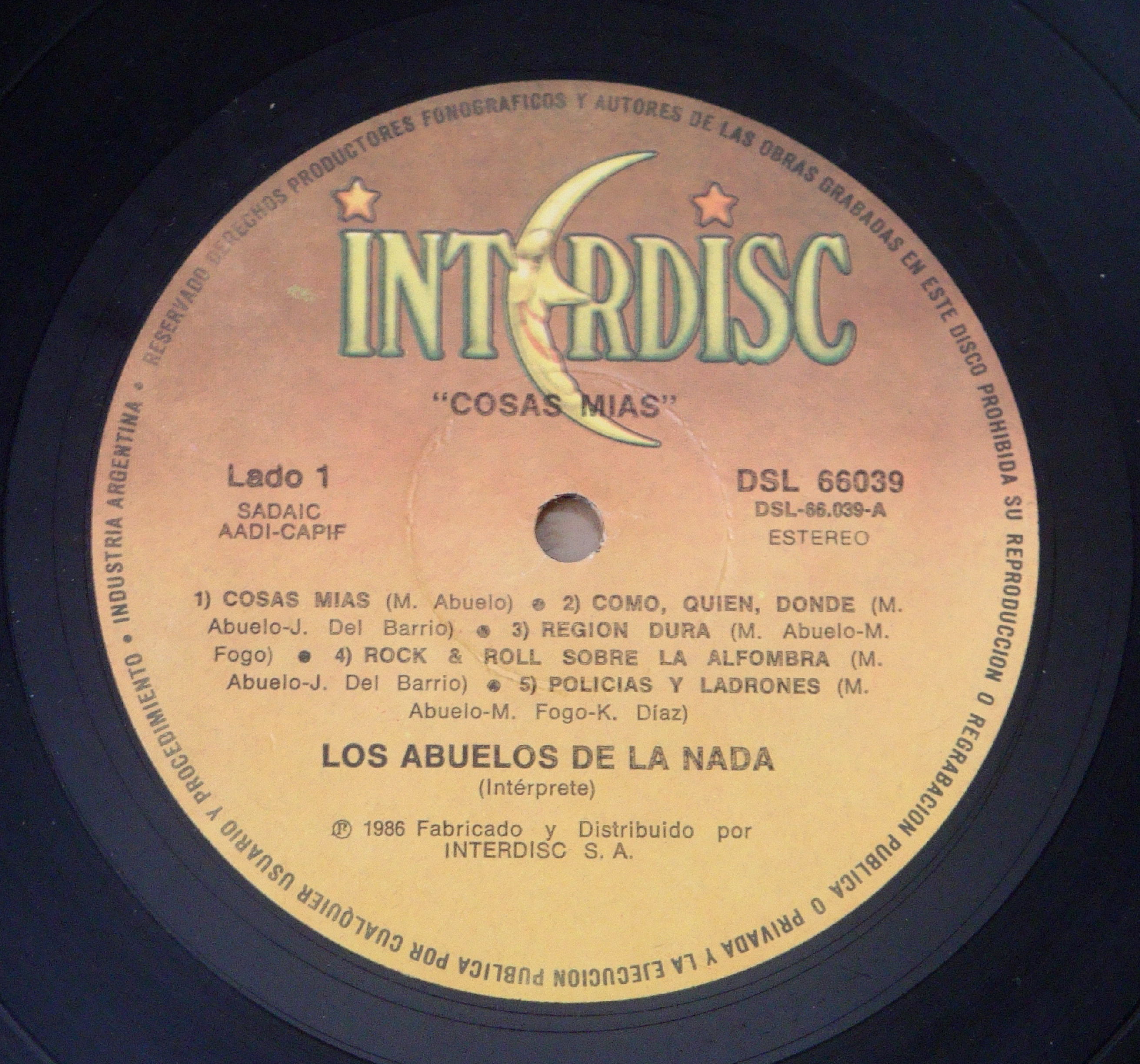
Cosas mías, disco de Los Abuelos de la Nada.

Miguel forma entonces una nueva agrupación junto con su sobrino llamado Marcelo Fogo y el guitarrista Kubero Díaz. Se integran además Juan del Barrio y Polo Corbella, y graban el disco Cosas mías (1986), aún bajo el nombre de Los Abuelos de la Nada (por pedido de la discográfica). La formación, sin embargo, no se mantiene estable en el saxofón, y Polo la deja y es reemplazado por Pato Loza. Al quedar solo Abuelo, renombra al grupo como Miguel Abuelo en Banda. Para este momento la música de Los Abuelos era masiva en toda América Latina. 

### Fin de Los Abuelos de la Nada
El saxofonista Willy Crook, exmiembro de Patricio Rey y sus redonditos de ricota, se integra al grupo y luego fue reemplazado por Jorge Polanuer.
En 1987 realizaron una gira por toda Argentina. Ante la escasa respuesta del supergrupo y el estado de mala salud de Miguel, quien a principios de 1988 comenzó a sentirse mal por lo que se creía era causa de su infección con el VIH, Miguel decide poner fin al proyecto a comienzos de aquel año.

### Fallecimiento
Su muerte se debió a una infección, que comenzó localizada, y luego se extendió por todo su cuerpo. Sólo 5 días después de cumplir los 42 años, el 26 de marzo de 1988 a la 3:40, Miguel Abuelo fallece en la clínica Independencia de la localidad de Munro, por complicaciones tras una operación de vesícula llevada a cabo unos pocos días antes. El médico Héctor Pérez aclaró las dudas respecto a su deceso, afirmando que dicha infección en la vesícula biliar fue causante de otra infección generalizada que lo llevaría a su muerte.
El fallecimiento de Miguel Abuelo se produjo entre los de otros referentes de los años 80, como Alejandro De Michele de Pastoral (20 de mayo de 1983), Luca Prodan de Sumo (22 de diciembre de 1987) y Federico Moura de Virus (21 de diciembre de 1988), poniéndole fin a una década de cambios para el rock argentino.
Los familiares de Miguel Abuelo indicaron que los restos del músico fueron cremados y sus cenizas fueron arrojadas al mar, en la localidad balnearia de Mar del Plata, por su hijo, Gato Azul Peralta Bogdan y su sobrino Marcelo "Chocolate" Fogo, quiénes cumplieron así con la voluntad del propio Miguel.

#### Homenajes
- En la Avenida Santa Fe de Buenos Aires hay una plazoleta llamada «Plazoleta Miguel Abuelo», en honor a su vida y trabajo como artista, justo en la salida de las estaciones de tren y la Estación Carranza de la Línea D de subte.
- El Paladín de la Libertad (2005), escrito por el periodista musical Juanjo Carmona, es una biografía dedicada a Miguel Abuelo.[6]
- Andrés Calamaro le dedicó el tema «Con Abuelo», de su disco Honestidad Brutal.
- Guillermo_Carlos_Cazenave en su disco Dúplex (2002), incluyó un dueto de una canción de Miguel, con quien tenía amistad de sus años viviendo ambos en Cataluña (España).
- Ricardo Iorio incluyó la canción «Mariposas de madera» de Miguel Abuelo en su debut solista Ayer Deseo, Hoy Realidad de 2008. También fue interpretada por Luis Alberto Spinetta en el recital de Las Bandas Eternas que ofreció en 2009, e incluida en el disco triple que recoge ese show, editado en 2010.
- «Quiero ser Abuelo», tributo en línea y gratuito a Miguel Abuelo y sus Abuelos de la Nada con 100 bandas haciendo sus temas.
- El 7 de noviembre de 2018 la Orquesta Nacional de Música Argentina "Juan de Dios Filiberto", acompañada por las voces de Gabo Ferro, Micaela Vita y Pipo Lernoud y con arreglos de Juan "Pollo" Raffo, realiza un homenaje a Miguel Abuelo en la Sala Sinfónica (conocida como "La Ballena Azul") del Centro Cultural Kirchner.[7]

## Discografía

### Como solista

#### Sencillos
- Oye niño / ¿Nunca te miró una vaca de frente? (1969)[8]
- Mariposas de madera / Hoy seremos campesinos (1970)
- La Balsa / La mujer barbuda (1984)

#### Álbumes
- Los Solistas de Mandioca (compilados) (1970)[9]
- Auditorio Kraft, inedito en vivo (1970)
- Miguel Abuelo & Nada (1975)
- Newbery (1981)[10]
- Buen día, día (1984)

### Con Los Abuelos de la Nada

#### Sencillos
- 1968: Diana divaga

#### Álbumes
- 1982: Los abuelos de la Nada
- 1983: Vasos y besos
- 1984: Himno de mi corazón
- 1985: Los Abuelos en el Ópera (en vivo)
- 1986: Cosas mías